# Husseren-Wesserling
Husseren-Wesserling település Franciaországban, Haut-Rhin megyében. Lakosainak száma 1032 fő (2022. január 1.). Husseren-Wesserling Fellering, Ranspach, Mitzach, Mollau, Storckensohn és Urbès községekkel határos.

## Népesség
A település népességének változása:
| Lakosok száma | 991  | 1002 | 1037 | 1048 | 1048 | 1048 | 1049 | 1042 | 1032 |
|               | 2013 | 2015 | 2016 | 2017 | 2018 | 2019 | 2020 | 2021 | 2022 |